# Чешка пошта
Чешка пошта (чеш. Česká pošta, s. p.) је чешко државно предузеће чија је основна делатност пријем, слање и достава поште у Чешкој. Има укупно 3.349 филијала поште широм Чешке

## Историјат
Пошта је основана 1. јануара 1993. у исто време кад је и Чехословачка престала да постоји. Исте године почиње увођење АПОСТ система (аутоматски поштански систем).
1999. године уведен нови систем сортирања пошиљки.
2005. године Чешка пошта је акредитована за употребу електронских потписа.

## Пословање
Чешка пошта има три групе корисника: приватни корисници, мала и средња предузећа, корпорације и јавни сектор. Као и Пошта Србије Чешка пошта пружа услуге слања новца у земљи и иностранству, услуге директног маркетинга, хибридне поште и брзе поште, продаје производа мобилних оператера, књига итд.

## Галерија
- Пошта у Прагу
- Старо возило Чешке поште.
- Поштански сандучићи Чешке поште.
- Поштански вагон.